# Hohenaspe
Hohenaspe er en by og kommune i det nordlige Tyskland, beliggende i Amt Itzehoe-Land under Kreis Steinburg. Kreis Steinburg ligger i den sydvestlige del af delstaten Slesvig-Holsten.

## Geografi
Hohenaspe ligger 7,5 km nord for Itzehoe. Vandløbene Bekau, Rolloher Bek og Mühlenbach løber gennem kommunen. Motorvejen A23 strejfer den vestlige del af kommunen.